# Сесто-Фьорентіно
Сесто-Фьорентіно (італ. Sesto Fiorentino) — муніципалітет в Італії, у регіоні Тоскана,  метрополійне місто Флоренція.
Сесто-Фьорентіно розташоване на відстані близько 240 км на північний захід від Рима, 7 км на північний захід від Флоренції.
Населення — 48 946 осіб (2014).

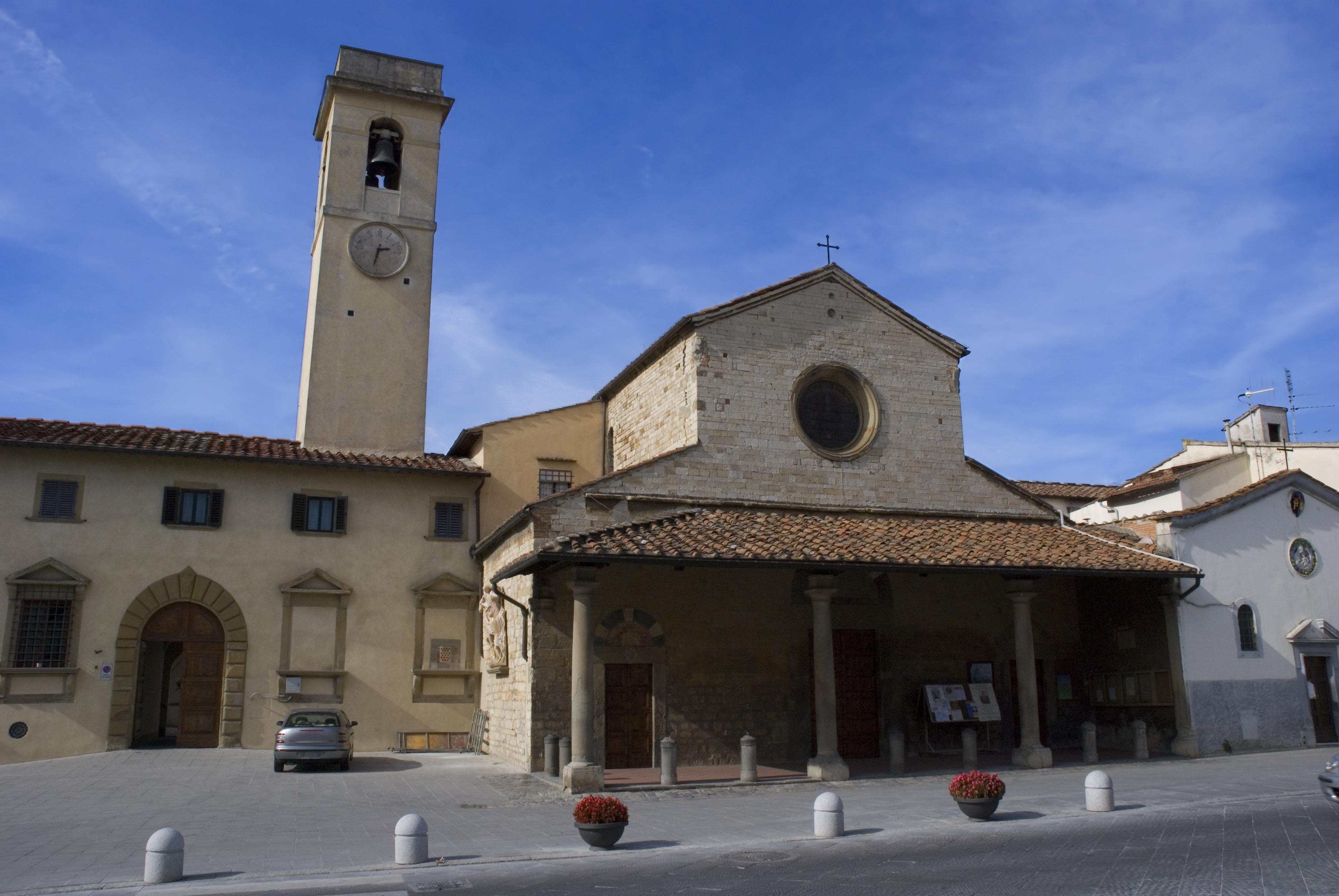

Щорічний фестиваль відбувається 11 листопада. Покровитель — святий Мартин Турський.

## Демографія
Населення за роками:

Станом на 1 січня 2023 року в муніципалітеті офіційно проживало 5199 іноземців з 98 країн, серед них 1173 громадяни країн Євросоюзу та 115 громадян України.

## Сусідні муніципалітети
- Каленцано
- Кампі-Бізенціо
- Ф'єзоле
- Флоренція
- Валья